# Rajd Genewy 1963
Rajd Genewy 1963 (31. Rallye International de Genève) – 31. edycja rajdu samochodowego Rajdu Genewskiego rozgrywanego w Szwajcarii. Rozgrywany był od 4 do 6 października 1963 roku. Była to jedenasta runda Rajdowych Mistrzostw Europy w roku 1963.

## Klasyfikacja rajdu
| Miejsce                     | Kierowca                    | Pilot                       | Samochód                    | Czas                        | Strata                      |                             |
| Klasyfikacja generalna, ERC | Klasyfikacja generalna, ERC | Klasyfikacja generalna, ERC | Klasyfikacja generalna, ERC | Klasyfikacja generalna, ERC | Klasyfikacja generalna, ERC | Klasyfikacja generalna, ERC |
| --------------------------- | --------------------------- | --------------------------- | --------------------------- | --------------------------- | --------------------------- | --------------------------- |
| 1.                          | Henri Greder                | Martial Delalande           | Ford Falcon Futura          | 6:26                        | 0.0                         |                             |
| 2.                          | Hans-Joachim Walter         | Werner Lier                 | Porsche 356 1600 Carrera    | 6:50                        | +24                         |                             |
| 3.                          | Gunnar Andersson            | Gunnar Häggbom              | Volvo 122 S                 | 7:08                        | +41                         |                             |
| 4.                          | Sylvia Österberg            | Inga-Lill Edenring          | Volvo 122 S                 | 10:40                       | +4:13                       |                             |
| 5.                          | Paul Macchi                 | Aldo Macchi                 | Saab 96 Sport               | 12:01                       | +5:35                       |                             |
| 6.                          | Jean-Jacques Thuner         | John Gretener               | Triumph TR4                 | 12:11                       | +5:44                       |                             |
| 7.                          | Gérard Larrousse            | J. Claude Perray            | Renault Dauphine            | 17:51                       | +11:24                      |                             |
| 8.                          | Hervé Laurent               | Michel Billiard             | Renault Dauphine            | 25:33                       | +19:07                      |                             |
| 9.                          | Henry Ziegler               | Malou Racle                 | Austin Mini Cooper          | 27:02                       | +20:36                      |                             |
| 10.                         | Bernard Mauris              | Guy Grasso                  | Ford Cortina Lotus MK1 A    | 28:46                       | +22:19                      |                             |